# Jean-Marie Cotteret
Jean-Marie Cotteret, né le 30 juillet 1935 à Hanoï (Tonkin), est un universitaire français.
Agrégé des facultés de droit, il est professeur de droit public et de sciences politiques à l'université de Nice de 1964 à 1975, professeur de sciences politiques à l'Université de Paris I Panthéon-Sorbonne, ex-patron-fondateur d'une PME d'études et de conseils, ancien membre du Conseil supérieur de l'audiovisuel responsable des campagnes électorales.

## Distinctions
- Chevalier de l'ordre de Saint-Charles (2012)[3]

## Livres
- Les systèmes électoraux avec Claude Émeri éd. Presses universitaires de France, 1978 (3e éd. 126 p.), 1999 (7e éd.) 127 pages.
- Gouverner c'est paraître, éd. Presses universitaires de France, 1991, 1997 (2e éd. 136 p.), février 2002, 182 pages.
- Droit budgétaire et comptabilité publique, éd. Dalloz, 1985 (1re éd.), mai 1995 (5e éd.), 420 pages.
- La magie du discours, éd. Michalon, 2000, 230 pages.
- La bataille des images  avec Gérard Mermet, éd. Larousse, juillet 2003, 207 pages.
- Le marché électoral avec Claude Émeri, éd. Michalon, février 2004, 261 pages.
- Giscard d'Estaing/Mitterrand, éd. Presses universitaires de France, septembre 2005, 347 pages.
- La démocratie télé-guidée, éd. Michalon, février 2006, 134 pages.
- Les avatars de la volonté générale, éd. Michalon, mars 2011, 128 pages.